# Buteo archeri
Buteo archeri là một loài chim trong họ Accipitridae.